# Alexander Neufeld
Alexander Neufeld, ungarisch Sándor Nemes, (* 25. September 1899 in Budapest oder Tótmegyer, Österreich-Ungarn; † 27. Oktober 1977 in Wien) war ein österreichisch-ungarischer Fußballspieler und späterer Fußballtrainer, der für die Nationalmannschaften beider Fußballverbände tätig war.

## Karriere

### Karrierebeginn in Ungarn
Alexander Neufelds erster Verein in Budapest war der I.L.K., eine unabhängige Jugendmannschaft, die im Rahmen des Verbands der Jugendvereine spielte. Dem Verein gehörten eine Reihe späterer Nationalspieler an, als er sich 1916 auflöste, wechselte Neufeld zum Ferencvárosi Torna Club, wo er zunächst in der Jugendmannschaft spielte, aber noch im selben Jahr in die Kampfmannschaft aufrückte. Dort wurde er vorerst als Mittelstürmer eingesetzt, wechselte bald aber auf den rechten Flügel. Neufeld etablierte sich rasch bei den Grün-Weißen, wo er in einer Sturmreihe mit Mihály Pataki und Isidor Gansl spielte. Sowohl 1918 als auch 1919 erreichte man den zweiten Platz in der Meisterschaft, jeweils hinter dem damals dominierenden MTK Budapest.
Im Mai 1918 gab er sein Debüt in der ungarischen Nationalmannschaft bei einem 2:1-Sieg gegen die Schweiz. Wenige Wochen später stand er wieder neben Alfréd Schaffer und Imre Schlosser in der nationalen Auswahl, diesmal bei einem 2:0 gegen Österreich.
Bis zu seiner nächsten Einberufung sollte es über ein Jahr dauern, im Oktober 1919 verlor er mit den Ungarn in Wien mit 0:2. Da zu dieser Zeit bereits eine Reihe ungarischer Spieler zu Wiener Vereinen abgewandert war – nicht zuletzt auf Grund der politischen Situation in Ungarn nach dem Ersten Weltkrieg – ließ sich der ungarische Verband von jedem Spieler vorab schriftlich versichern, dass er nach dem Spiel nach Budapest zurückkehren würde. Auch Neufeld machte die Heimreise mit, blieb jedoch nur wenige Tage, um dann wieder nach Wien zu reisen und beim zweitklassigen SC Hakoah Wien zu unterschreiben. Da zu dieser Zeit das Berufsspielertum noch nicht gestattet war, nahm er eine Stellung bei einer Wiener Bank an.

### 1919–1921 Sechs Stationen in zwei Jahren
Sein erstes Spiel für die Hakoah, die in dieser Zeit um den Aufstieg in die höchste Spielklasse kämpfte, macht er im November 1919 und kurz darauf war er im Spiel gegen den schärfsten Aufstiegskonkurrenten Germania Schwechat bereits bester Mann am Platz. Der ungarische Verband führte zu dieser Zeit eine heftige Auseinandersetzung mit dem österreichischen, da die meisten in Wien tätigen Spieler aus Budapest ohne Freigabe ihrer jeweiligen Heimatvereine tätig waren. Mit Jahresende 1919 wurde diesen Spielern auf Drängen der Ungarn die Spielerlaubnis in Wien entzogen, davon betroffen waren neben Neufeld unter anderem auch Ferenc Plattkó und die Brüder Jenő und Kálmán Konrád. Es sollte bis März 1920 dauern, bis Neufeld schließlich die Freigabe und Spielberechtigung erhielt.
Ab diesem Zeitpunkt stand er der Hakoah im Aufstiegskampf wieder zur Verfügung und erreichte im Juni auch das Halbfinale im Cup gegen die Amateure. In diesem Spiel wurde Neufeld ausgeschlossen und danach suspendiert, womit er der Hakoah in den entscheidenden Spielen im – schlussendlich erfolgreichen – Saisonfinale nicht zur Verfügung stand.
Daraufhin schloss sich Neufeld seinem ehemaligen Verein Ferencváros an, der eben zu einer Tournee in die Schweiz aufbrach, und nahm an diesen Spielen teil. Nach dieser Tournee blieb er zunächst in der Schweiz und war kurzzeitig beim FC Basel tätig, wo er auch wieder mit Alfréd Schaffer spielte. Nach nur wenigen Wochen erreichte ihn ein Schreiben eines Fußballmanagers, der im Auftrag des deutschen Unternehmers Otto Eidinger ein ungarisches Profiteam zusammenstellte, das gegen eine deutsche Berufsspielermannschaft antreten und auf eine einjährige Deutschland- und Europatournee gehen sollte. Neufeld schloss sich diesem Unternehmen an, gemeinsam mit einigen anderen Nationalspielern wie Plattkó, Pataki, József Ging, Gyula Feldmann und József Viola. Die Tournee musste nach wenigen Wochen mangels Erfolg abgebrochen werden, die Spieler klagten ihre ausstehenden Gehälter ein und kehrten jeweils nach Ungarn oder Österreich zurück, wo sie sich vor den jeweiligen Verbänden zu verantworten hatten. Neufeld erhielt eine Sperre bis April 1921.
Anstatt diese Sperre abzusitzen, begab sich der Spieler abermals ohne Freigabe ins Ausland, diesmal heuerte er in der Tschechoslowakei bei Makkabi Brünn an, wo man zu dieser Zeit damit begann, ungarische Spitzenspieler zu verpflichten. Da damals auch eine Reihe anderer Spieler von Wiener Vereinen unerlaubt in der ČSR spielten, schlossen die beiden Verbände einen Kartellvertrag ab, der die Wechselmodalitäten regelte und unter anderem auch eine Amnestie für sämtliche Spieler beinhaltete, sofern sie bis August 1921 zurückkehrten. Da seine Sperre bereits abgelaufen war, nahm Neufeld diese Regelung im Juni 1921 für sich in Anspruch und kehrte nach rund einem Jahr zur mittlerweile erstklassigen Hakoah zurück.

### Zwischen Wien und New York
In seiner ersten vollen Saison 1921/22 mit den Krieauern konnte die Mannschaft einen hervorragenden zweiten Platz belegen und musste sich dem Wiener Sport-Club nur um zwei Punkte geschlagen geben, wobei Neufeld zu den Stützen der Blau-Weißen gehörte. Die nächste Saison endete zwar nur mit einem Mittelfeldplatz, brachte aber für Neufeld mit 16 Toren den dritten Platz in der Torschützenliste. Im September 1923 erreichte die Hakoah als erster kontinentaleuropäischer Verein einen Auswärtssieg gegen einen englischen Verein, beim 5:0 gegen West Ham United erzielte Neufeld drei Treffer. 1924 wurde in Österreich der Profifußball eingeführt und Neufeld war als Teil einer Stürmerreihe mit József Eisenhoffer, Ernö Schwarz, Moses Häusler und Max Grünwald wesentlich am ersten Meistertitel der Hakoah in der höchsten Spielklasse beteiligt.
Nachdem Neufeld schon viermal in der Wiener Stadtauswahl eingesetzt worden war, wurde er 1925 zweimal von Hugo Meisl ins österreichische Nationalteam einberufen und spielte gegen Schweden und die Schweiz.
Im Frühjahr 1926 unternahm die Hakoah eine Amerika-Tournee, die ein großer Publikumserfolg wurde und dazu führte, dass eine Reihe von Hakoah-Spielern – darunter auch Neufeld – Vertragsangebote von US-Vereinen erhielten. Neufeld kehrte mit der Mannschaft nach Wien zurück und spielte die Meisterschaft zu Ende, informierte dann jedoch den Verein von seinem beabsichtigten Wechsel und reiste nach New York ab, um künftig für die Brooklyn Wanderers in der American Soccer League zu spielen.
Zu den Wanderers wechselten auch seine ehemaligen Vereinskollegen Eisenhoffer, Leopold Drucker und Heinrich Schönfeld. Nach einer Saison in New York kehrte er wieder nach Wien zur Hakoah zurück, konnte jedoch den Abstieg der Mannschaft in die zweite Liga auch nicht verhindern. Er blieb bei den Krieauern und erreichte mit ihnen den sofortigen Wiederaufstieg, wobei die Mannschaft sämtliche Saisonspiele gewann und eine Tordifferenz von 104:13 vorweisen konnte.
Danach zog es ihn 1928 nochmals nach New York, wo er bei der zwischenzeitlich gegründeten New York Hakoah tätig war und danach kurzzeitig für den New York Soccer Club auflief. Nachdem seiner Rückkehr nach Wien betreute er 1931 kurz die unterklassige Hasmonea.

### Karriere als Trainer
Über seine weitere Laufbahn existiert eine Version, die von einem 1932 erfolgten Wechsel nach Alexandria und einer danach folgenden langjährigen Tätigkeit bei Maccabi Tel Aviv berichtet, wobei Neufeld auch zwei Länderspiele für Palästina absolviert haben soll. Bei diesem Perry Neufeld handelt es sich jedoch mit großer Wahrscheinlichkeit nicht um denselben Spieler, sondern um einen anderen ungarischen Fußballer namens Ferenc Neufeld.
Basierend auf zeitgenössischen Zeitungsartikeln übernahm Alexander Neufeld hingegen im Jahr 1932 den Trainerposten beim Beogradski SK und führte die Mannschaft 1933 und 1935 zu jugoslawischen Meistertiteln. Mitte 1935 kehrte er nach Wien zurück und unterzeichnete danach einen Vertrag als Trainer von Hapoel Hazair. Wiener Tageszeitungen berichteten von der Abreise Neufelds nach Palästina Ende 1935, von wo er im September 1936 wieder nach Wien kam. Spätestens 1937 war er jedenfalls wieder in Belgrad beim BSK tätig, ehe er 1938 zum kroatischen Verein SK Bata Borovo wechselte. Nach dem Zweiten Weltkrieg war er für dessen Nachfolgeverein NK Borovo tätig. Danach betreute er kurzzeitig Galatasaray Istanbul und in den 1950er Jahren Hapoel Tel Aviv.

## Erfolge
- 1 × Österreichischer Meister: 1925
- 2 × Jugoslawischer Meister: 1933, 1935 (als Trainer)
- 1 × Österreichischer Zweitliga-Meister: 1928
- 3 Spiele für die ungarische Fußballnationalmannschaft
- 2 Spiele für die österreichische Fußballnationalmannschaft